# Associazione Calcio Fiorentina 1949-1950
Questa voce raccoglie le informazioni riguardanti l'Associazione Calcio Fiorentina nelle competizioni ufficiali della stagione 1949-1950.

## La Stagione

Giuseppe Chiappella.

Questo campionato vede i viola terminare al quinto posto. Da questa stagione alla Fiorentina arriva un altro grande, Giuseppe Chiappella (358 partite e 5 reti con i viola), destinato a diventare un pilastro storico della formazione gigliata. Con la riapertura delle frontiere nel campionato italiano arrivano molti stranieri, per lo più del nord Europa. La Fiorentina ingaggia l'attaccante tedesco Ludwig Janda e il centrocampista ungherese Gyula Nagy, due pedine utili.
Debutta in questa stagione anche un'inedita maglia viola con colletto bianco ed i calzettoni a strisce verticali viola e bianche.
Unica vittoria importante e degna di nota quella contro l'Inter (un 4-2 al Franchi di Firenze) con da contraltare il brutto debutto in campionato contro la Juventus (5-2 per i bianconeri).

## Rosa
| N. |                   | Ruolo | Calciatore               |
| -- | ----------------- | ----- | ------------------------ |
|    | Italia (bandiera) | P     | Leonardo Costagliola     |
|    | Italia (bandiera) | P     | Mario Grandi             |
|    | Italia (bandiera) | D     | Italo Acconcia           |
|    | Italia (bandiera) | D     | Alberto Eliani           |
|    | Italia (bandiera) | D     | Cesare Meucci            |
|    | Italia (bandiera) | D     | Sergio Cervato           |
|    | Italia (bandiera) | D     | Piero Torrini            |
|    | Italia (bandiera) | D     | Corrado Viciani          |
|    | Italia (bandiera) | C     | Francesco Rosetta        |
|    | Italia (bandiera) | C     | Augusto Magli (capitano) |
|    | Italia (bandiera) | C     | Riccardo Dalla Torre     |

| N. |                           | Ruolo | Calciatore          |
| -- | ------------------------- | ----- | ------------------- |
|    | Italia (bandiera)         | C     | Giuseppe Chiappella |
|    | Italia (bandiera)         | C     | Antonio Canali      |
|    | Italia (bandiera)         | C     | Luciano Giusti      |
|    | Italia (bandiera)         | C     | Rodolfo Beltrandi   |
|    | Ungheria (bandiera)       | C     | Gyula Nagy          |
|    | Italia (bandiera)         | A     | Egisto Pandolfini   |
|    | Italia (bandiera)         | A     | Giovanni Sperotto   |
|    | Italia (bandiera)         | A     | Alberto Galassi     |
|    | Germania Ovest (bandiera) | A     | Ludwig Janda        |

## Risultati

### Serie A

#### Girone di andata
| Arbitro: | Marchetti (Milano) |

|                                                   |           |                                   |
| Boniperti 38’ Martino 40’ J. Hansen 66’, 70’, 78’ | Marcatori | 57’ Dalla Torre 85’ (rig.) Giusti |

| Arbitro: | Lo Cascio (Palermo) |

|                                                                       |           |  |
| Dalla Torre 31’ Pandolfini 42’ Galassi 63’ Pandolfini 75’ Galassi 78’ | Marcatori |  |

| Arbitro: | Canavesio (Torino) |

|            |           |             |
| Zorzin 65’ | Marcatori | 88’ Galassi |

| Arbitro: | Carpani (Milano) |

|                                  |           |           |
| Galassi 8’, 10’ Galassi 34’, 73’ | Marcatori | 54’ Bacci |

| Arbitro: | Poggipollini (Ferrara) |

|          |           |  |
| Vörös 7’ | Marcatori |  |

| Arbitro: | Bellè (Venezia) |

|                                          |           |                     |
| Galassi 18’ Pandolfini 19’ Nagy 49’, 50’ | Marcatori | 5’ Nyers 52’ Amadei |

| Arbitro: | Dattilo (Roma) |

|                                                  |           |             |
| Ghiandi 2’ Badiali 4’ Ghiandi 46’ Migliorini 80’ | Marcatori | 22’ Galassi |

| Arbitro: | Bertolio (Torino) |

|                                      |           |  |
| Dalla Torre 35’ Nagy 40’ Galassi 88’ | Marcatori |  |

| Arbitro: | Carpani (Milano) |

|           |           |                                       |
| Mazza 60’ | Marcatori | 34’ Giusti 80’ Nagy 85’ (rig.) Giusti |

| Arbitro: | Gamba (Napoli) |

|                                        |           |  |
| Galassi 38’ Nagy 52’ Giusti 72’ (rig.) | Marcatori |  |

| Arbitro: | Bellè (Venezia) |

|                      |           |  |
| Alarcón 18’ Boyè 45’ | Marcatori |  |

| Arbitro: | Gemini (Roma) |

|                                              |           |                |
| Santagostino 10’ Nordahl 25’, 47’ Burini 58’ | Marcatori | 20’ Pandolfini |

| Arbitro: | Bertolio (Torino) |

|                     |           |              |
| Pandolfini 26’, 54’ | Marcatori | 74’ Sørensen |

| Arbitro: | Bernardi (Bologna) |

|                                                                         |           |  |
| Pandolfini 49’ Cervato 63’ (rig.) 65’ (rig.) Pandolfini 79’ Galassi 87’ | Marcatori |  |

| Arbitro: | Gamba (Napoli) |

|               |           |             |
| Remondini 34’ | Marcatori | 64’ Galassi |

| Arbitro: | Agnolin (Bassano del Grappa) |

|                                      |           |                             |
| Cervato 80’ (aut.) Santos 87’ (rig.) | Marcatori | 59’ Dalla Torre 82’ Galassi |

| Firenze 26 dicembre 1949 17ª giornata | Fiorentina       | 0 – 0 | Palermo | Stadio Comunale\| Arbitro: \| Carpani (Milano) \| |
| Arbitro:                              | Carpani (Milano) |       |         |                                                   |

| Arbitro: | Matucci (Seregno) |

|                |           |           |
| Sabbatella 75’ | Marcatori | 18’ Janda |

| Arbitro: | Boffardi (Genova) |

|                                                     |           |           |
| Janda 55’ (rig.) Galassi 60’ Janda 61’ Sperotto 69’ | Marcatori | 83’ Pozzi |

#### Girone di ritorno
| Firenze 15 gennaio 1950 20ª giornata | Fiorentina         | 0 – 0 | Juventus | Stadio Comunale\| Arbitro: \| Bernardi (Bologna) \| |
| Arbitro:                             | Bernardi (Bologna) |       |          |                                                     |

| Arbitro: | Silvano (Torino) |

|            |           |                             |
| Degano 88’ | Marcatori | 37’ Galassi 78’ Dalla Torre |

| Arbitro: | Savio (Torino) |

|                               |           |           |
| Dalla Torre 2’ Pandolfini 42’ | Marcatori | 60’ Pison |

| Arbitro: | Agnolin (Bassano del Grappa) |

|             |           |                 |
| Spartano 4’ | Marcatori | 55’ Dalla Torre |

| Arbitro: | Pieri (Trieste) |

|                                  |           |  |
| Dalla Torre 28’ Galassi 45’, 74’ | Marcatori |  |

| Arbitro: | Gamba (Napoli) |

|                                          |           |                               |
| Amadei 3’ Nyers 8’ Wilkes 21’ Armano 83’ | Marcatori | 67’ (rig.) Giunti 72’ Galassi |

| Arbitro: | Scotto (Savona) |

|  |           |            |
|  | Marcatori | 83’ Meroni |

| Arbitro: | Bertolio (Torino) |

|                             |           |          |
| Cervellati 18’ Cappello 45’ | Marcatori | 2’ Janda |

| Arbitro: | Bernardi (Bologna) |

|                        |           |  |
| Janda 25’ Sperotto 53’ | Marcatori |  |

| Arbitro: | Gamba (Napoli) |

|                                      |           |                                                           |
| Vitali 14’ Prunecchi 30’ Novello 48’ | Marcatori | 29’ Janda 39’ Sperotto 43’ Dalla Torre 53’ (rig.) Galassi |

| Arbitro: | Longagnani (Modena) |

|                            |           |           |
| Janda 53’, 58’ Galassi 65’ | Marcatori | 51’ König |

| Arbitro: | Galeati (Bologna) |

|              |           |                                     |
| Sperotto 58’ | Marcatori | 17’ Nordahl 81’ Burini 89’ Liedholm |

| Arbitro: | Boffardi (Genova) |

|                               |           |                          |
| Sørensen 38’ Caprile 52’, 69’ | Marcatori | 67’ Pandolfini 90’ Janda |

| Arbitro: | Gamba (Napoli) |

|                                  |           |  |
| Renica 19’ Pløger 28’ Renica 85’ | Marcatori |  |

| Arbitro: | Silvano (Torino) |

|                          |           |                              |
| Janda 15’ Pandolfini 38’ | Marcatori | 32’ Penzo 77’ Sentimenti III |

| Arbitro: | Marchetti (Milano) |

|                                                     |           |            |
| Galassi 25’ Sperotto 39’, 75’ Pandolfini 85’ (rig.) | Marcatori | 48’ Santos |

| Arbitro: | Buratti (Milano) |

|  |           |            |
|  | Marcatori | 4’ Galassi |

| Arbitro: | Agnolin (Bassano del Grappa) |

|                                                           |           |              |
| Galassi 17’ Pandolfini 26’ (rig.) 70’ (rig.) Sperotto 89’ | Marcatori | 16’ Bassetto |

| Arbitro: | Savio (Torino) |

|                                       |           |  |
| Toros 8’ Guarnieri 50’ Antoniotti 75’ | Marcatori |  |

## Statistiche

### Statistiche di squadra
| Competizione | Punti | In casa | In casa | In casa | In casa | In casa | In casa | In trasferta | In trasferta | In trasferta | In trasferta | In trasferta | In trasferta | Totale | Totale | Totale | Totale | Totale | Totale | DR  |
| Competizione | Punti | G       | V       | N       | P       | Gf      | Gs      | G            | V            | N            | P            | Gf           | Gs           | G      | V      | N      | P      | Gf     | Gs     | DR  |
| ------------ | ----- | ------- | ------- | ------- | ------- | ------- | ------- | ------------ | ------------ | ------------ | ------------ | ------------ | ------------ | ------ | ------ | ------ | ------ | ------ | ------ | --- |
| Serie A      | 44    | 19      | 14      | 3       | 2       | 51      | 15      | 19           | 4            | 5            | 10           | 25           | 42           | 38     | 18     | 8      | 12     | 76     | 57     | +19 |
| Totale       | -     | 19      | 14      | 3       | 2       | 51      | 15      | 19           | 4            | 5            | 10           | 25           | 42           | 38     | 18     | 8      | 12     | 76     | 57     | +19 |

### Statistiche dei giocatori
| Giocatore      | Serie A  | Serie A |
| Giocatore      | Presenze | Reti    |
| -------------- | -------- | ------- |
| I. Acconcia    | 14       | 0       |
| R. Beltrandi   | 3        | 0       |
| A. Canali      | 1        | ?       |
| S. Cervato     | 36       | 2       |
| G. Chiappella  | 29       | 0       |
| L. Costagliola | 35       | -52     |
| R. Dalla Torre | 27       | 9       |
| A. Eliani      | 36       | 0       |
| A. Galassi     | 37       | 24      |
| L. Giusti      | 13       | 5       |
| M. Grandi      | 3        | -5      |
| L. Janda       | 19       | 10      |
| A. Magli       | 32       | 0       |
| C. Meucci      | 12       | 0       |
| G. Nagy        | 14       | 5       |
| E. Pandolfini  | 38       | 14      |
| F. Rosetta     | 36       | 0       |
| G. Sperotto    | 31       | 7       |
| P. Torrini     | 2        | 0       |
| C. Viciani     | 0        | 0       |